# Agromyza intermittens
Agromyza intermittens este o specie de muște din genul Agromyza, familia Agromyzidae, descrisă de Becker în anul 1907.
Este endemică în Tunisia. Conform Catalogue of Life specia Agromyza intermittens nu are subspecii cunoscute.